# Соня Ріхтер
Соня Ріхтер (дан. Sonja Richter; 4 січня 1974, Есб'єрг, Данія) —  данська акторка. Найвідоміша за роль у фільмі Сюзанни Бір «Відкриті серця» (дан. «Elsker dig for evigt») 2002 року, за який вона була номінована як на премію «Боділ», так і на премію «Роберт».

## Біографія
Соня Ріхтер – народилась 4 січня 1974 в селищі Т'єреборг поруч з містом Есб'єрг. Вона виросла в сім'ї хіпі. Коли Соні було сім-вісім років, її батько переїхав і вона почала жити по черзі з матір'ю та бабусею. Коли Соні виповнилося 12 років, сім'я переїхали до Есб'єрга. У віці 14 років вона переїхала до Орхуса і пішла в середню школу. Вечорами та вночі вона працювала барменом та мила посуд, щоб мати кошти на оренду та їжу. Вдень вона вчилась в школі, і хоча робота поглинала велику частину її енергії, вона отримувала хороші оцінки. 
У 1992 році вона стала студенткою Орхуської кафедральної школи (дан. Aarhus Katedralskole), а в 1999 році навчалася акторській майстерності в акторській школі театру міста Оденсе (дан. Odense Teater).
У кар'єрі, яка до цього часу була зосереджена на фільмах у її рідній Данії, вона знялася в «Украсти Голландця» (дан. Rembrandt, 2003) та «Вілла Параноя» (дан. Villa Paranoia, 2004), поряд з кількома іншими фільмами та значною кількістю роботи на телебаченні. У 2004 році на 54-му Берлінському міжнародному кінофестивалі Соня Ріхтер була одна із десяти молодих європейських акторів, яким European Film Promotion вручила нагороду «Висхідна європейська зірка» (англ. Shooting Stars Award). У 2007 році вона отримала «Премію подружжя кронпринца» (дан. Kronprinspaarets Priser) за досягнення в данській культурі.

## Вибрана фільмографія
| Рік       |   | Українська назва               | Оригінальна назва             | Роль                                  |
| --------- | - | ------------------------------ | ----------------------------- | ------------------------------------- |
| 2000—2002 | с | Hotellet                       | Hotellet                      | Kathrine                              |
| 2000—2001 | с | Skjulte spor                   | Skjulte spor                  | Mia                                   |
| 2000—2004 | с | Спецпідрозділ                  | Rejseholdet                   | Aldona                                |
| 2002      | ф | Відкриті серця                 | Elsker dig for evigt          | Сесіль                                |
| 2003—2004 | с | Forsvar                        | Forsvar                       | Rebecca Neumann                       |
| 2003      | ф | Украсти «Голландця»            | Rembrandt                     | Trine                                 |
| 2004—2006 | с | Орел: Кримінальна одіссея      | Ørnen                         | Anna                                  |
| 2004      | ф | У твоїх руках                  | Forbrydelser                  | Маріон                                |
| 2004      | ф | Вілла «Параноя»                | Villa Paranoia                | медсестра Anna                        |
| 2005      | ф | Поломка                        | Opbrud                        | Nina                                  |
| 2006      | ф | Сесіль                         | Cecilie                       | Cecilie Larsen                        |
| 2007      | с | Подання                        | Forestillinger                | Tanja                                 |
| 2007      | ф | Заміна                         | Vikaren                       | Марія - мать Карла                    |
| 2008      | ф | Про це не знає ніхто           | Det som ingen ved             | Charlotte Deleuran                    |
| 2009      | ф | Втеча                          | Flugten                       | Sarah Jargil                          |
| 2009      | ф | Визволи нас від лукавого       | Fri os fra det onde           | Ведуча                                |
| 2010      | ф | Жінка, яка мріяла про чоловіка | Kvinden der drømte om en mand | в ролі модного фотографа Міс К.       |
| 2012      | с | Вбивство                       | Forbrydelsen                  | Marie Borch, сезон 3                  |
| 2013      | ф | Містеріум. Початок             | Kvinden i buret               | Депутат парламенту Мерете Лінггард    |
| 2014      | ф | Місцевий                       | The Homesman                  | Gro Svendsen                          |
| 2014      | ф | Постіль з троянд               | Miraklet                      | Johanna                               |
| 2014      | ф | Коли звірі бачать сни          | Når dyrene drømmer            | Мати                                  |
| 2015      | с | Міст                           | Broen                         | Ліза, сезон 3                         |
| 2016—2019 | с | Bedrag                         | Bedrag                        | Amanda Absalonsen, сезон 2            |
| 2016      | ф | Der kommer en dag              | Der kommer en dag             | Смертельно хвора мати Елмера та Еріка |
| 2017      | ф | Alle for tre                   | Alle for tre                  | Kim                                   |
| 2018      | ф | Чародійка                      | Vildheks                      | тітка Іса                             |
| 2019      | с | На захід від свободи           | West of Liberty               | Gabrielle Montand                     |
| 2019      | ф | Готель для самогубців          | Selvmordsturisten             | Alice Dinesen                         |

## Нагороди та номінації
| Нагорода                              | Рік  | Категорія                       | Номінована робота  | Результат  |
| ------------------------------------- | ---- | ------------------------------- | ------------------ | ---------- |
| Кінопремія Боділ                      | 2003 | Краща актриса                   | Відкриті серця     | Номінована |
| Кінопремія Боділ                      | 2005 | Краща жіноча роль другого плану | У твоїх руках      | Номінована |
| Кінопремія Боділ                      | 2005 | Краща актриса                   | Вілла Параноя      | Номінована |
| Кінопремія Боділ                      | 2007 | Краща актриса                   | Сесіль             | Номінована |
| Кінопремія Боділ                      | 2014 | Краща жіноча роль другого плану | Містеріум. Початок | Отримала   |
| Кінопремія «Роберт»                   | 2003 | Краща актриса                   | Відкриті серця     | Номінована |
| Кінопремія «Роберт»                   | 2005 | Краща жіноча роль другого плану | У твоїх руках      | Номінована |
| Кінопремія «Роберт»                   | 2005 | Краща актриса                   | Вілла Параноя      | Номінована |
| Кінопремія «Роберт»                   | 2007 | Краща актриса                   | Сесіль             | Номінована |
| Нагорода «Висхідна європейська зірка» | 2004 | Висхідна зірка                  | —                  | Отримала   |